# Araneus flagelliformis
Araneus flagelliformis este o specie de păianjeni din genul Araneus, familia Araneidae, descrisă de Zhu și Yin, 1997. Conform Catalogue of Life specia Araneus flagelliformis nu are subspecii cunoscute.